# 畸形人 (1932年电影)
是1932年美国上映的一部电影，由托德·布朗宁執導 ，Harry Earles、奥尔加·巴古拉诺娃、Henry Victor主演的剧情片，该电影主要讲述一个女子为了得到一个畸形人的财产而故意接近自己并不喜欢的畸形人的故事。这部电影是根据托德·罗宾斯的短篇小说《马刺》改编。该电影受到混合型评价。并且该电影的演员对于该作品很是厌恶。

## 電影內容
故事围绕马戏团里一群畸形人展开。有很多钱的，但是却是侏儒的汉斯爱上了一个正常人，秋千表演者克里奥佩特拉，而他的这个行为却让同时侏儒的弗里达知道了，于是她告诫汉斯，她只是为他的钱财。但是汉斯最初对此并没有在意。
直到这个女子把暴露了自己的真实想法，以及取笑这些畸形人等其他行为后，其他畸形人这才开始决定用一些方式报复。
随后，克里奥佩特拉就被这些畸形人改造成了一个怪物……
一些版本中汉斯和弗里达重新和好。

## 演员表
- 华莱士·福特
- 丽拉·海厄姆斯
- 奥尔加·巴古拉诺娃
- 玛莎·莫里斯
- 普林斯·兰迪安
- 米妮·伍尔西
- 约瑟芬·约瑟夫
- Peter Robinson
- 埃尔维拉·斯诺
- 珍妮·李·斯诺

## 備註
1. ↑  .   [2022-01-06]. （原始内容存档于2019-11-09）.
2. ↑  .   [2022-01-06]. （原始内容存档于2022-01-06）.
3. ↑  .   [2022-01-06]. （原始内容存档于2022-01-06）.
4. ↑  《苏珊·桑塔格文集套装》中的介绍
5. ↑  《你不可错过的24部西方思想大师巨著》 作者Digital Lab
6. ↑  
《欧美经典电影读解》作者：孙宜君等